# Nyctimene wrightae
Nyctimene wrightae (Irwin, 2017) è un pipistrello della famiglia diffuso in Nuova Guinea.

## Descrizione

### Dimensioni
Pipistrello di medie dimensioni, con la lunghezza dell'avambraccio tra 52,09 e 63,2 mm, la lunghezza del piede tra 8,2 e 15,6 mm, la lunghezza delle orecchie tra 9,19 e 16 mm.

### Aspetto
La pelliccia è corta. Le parti dorsali sono brunastre, una sottile striscia marrone scura si estende dalla nuca fino alla base della coda, mentre le parti ventrali sono più chiare, più biancastre e brillanti nei maschi. Le orecchie sono lunghe, appuntite e presentano il bordo anteriore ispessito. Le membrane alari sono ricoperte di macchie bianche e marroni e diventano più grandi sull'avambraccio e sulle ossa metacarpali. La coda è corta mentre l'uropatagio è ridotto ad una sottile membrana lungo la parte interna degli arti inferiori.

## Biologia

### Riproduzione
Femmine gravide sono state catturate in gennaio e febbraio.

## Distribuzione e habitat
Questa specie è diffusa nella parte orientale e centro-occidentale della Nuova Guinea.
Vive nelle foreste di pianura e montane.

## Conservazione
Questa specie, essendo stata scoperta solo recentemente, non è stata sottoposta ancora a nessun criterio di conservazione.